# Утцон, Йорн
Йорн У́тцон (в русскоязычных текстах употребляется также варианты Йёрн У́тзон и Утсон; дат. Jørn Utzon; 9 апреля 1918, Копенгаген, Дания — 29 ноября 2008, там же) — датский архитектор, известность которому принес проект оперного театра в Сиднее (Австралия).

## Биография
Йорн Утцон родился в Копенгагене 9 апреля 1918 года. Учился в архитектурной школе при Академии искусств (1937—1942). Период его обучения совпал с немецкой оккупацией в Дании. В 1942 году Йорн, после защиты диплома архитектора, переехал в нейтральную Швецию. Стокгольм стал отправной точкой начала творческого пути датского архитектора.

## Творческий путь
Учился в Копенгагенской школе архитектуры (1937—1942), проходил шестимесячную стажировку у Алвара Аалто (1946), изучал работы шведа Эрика Гуннара Асплунда. В июне 1964 года Йорн Утцон получил первую премию в конкурсе, на проект, нового здания театра в Цюрихе.

Во время международного конкурса на строительство Оперного театра в Сиднее (1957) Эро Сааринен настоял на том, чтобы победителем был объявлен экспрессивный проект, представленный малоизвестным Утцоном. Существует легенда, что якобы на создание проекта его вдохновили полусферические очистки апельсина, из которых можно составить полную сферу. Но сам Утцон говорил, что прообразом для плана театра послужили доколумбовские искусственные холмы Монте-Альбан в Мексике. Проектом была предусмотрена не только внешняя форма объекта, но и были рассчитаны акустические характеристики театра.

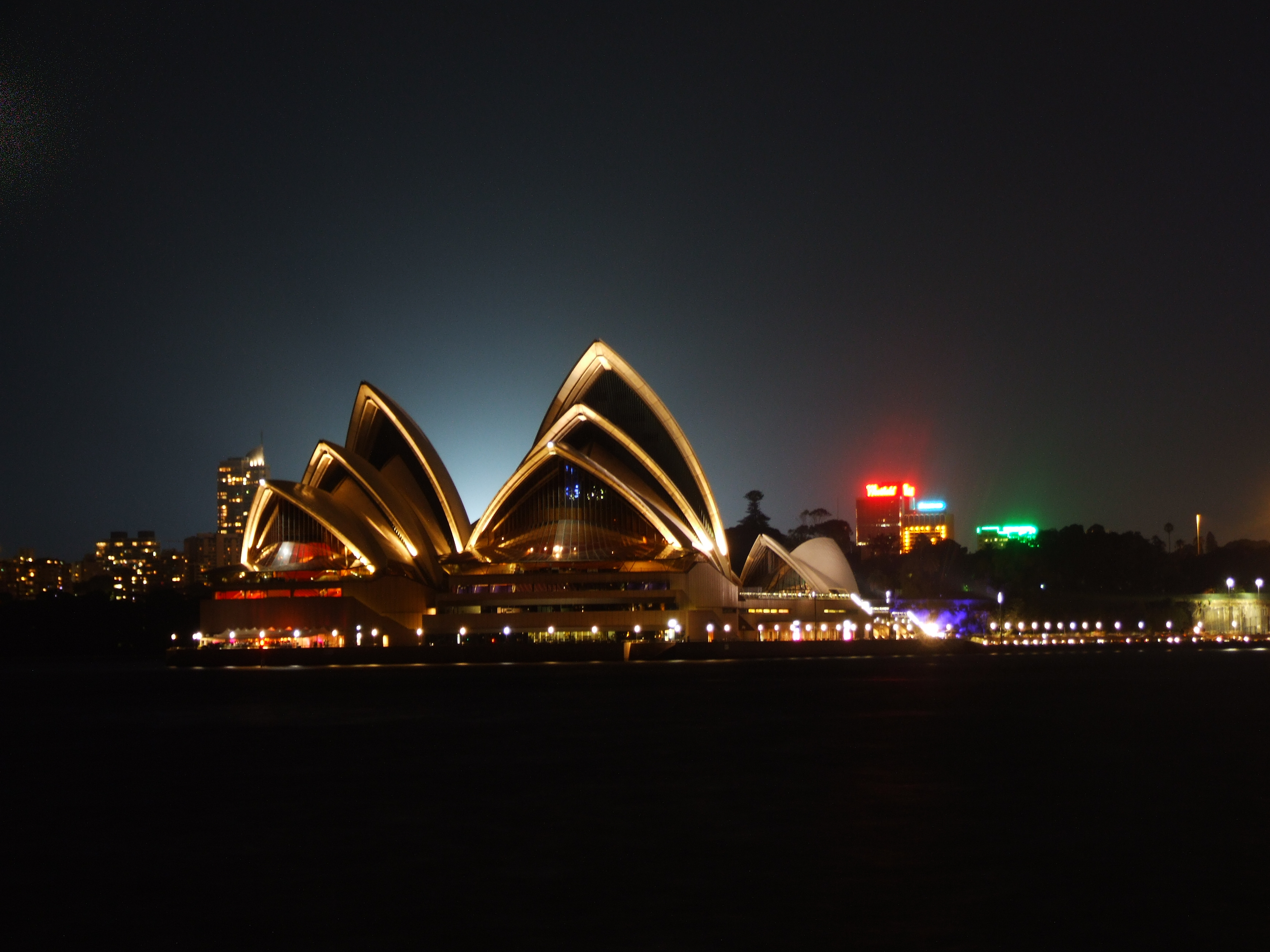
Сиднейский оперный театр (1973)

Во время строительства здания возникло немало сложностей, смета проекта выросла в 15 раз. Правительство решило отойти от первоначальных планов Утцона. В знак протеста он в 1966 вышел из проекта, после чего созданием интерьера занимались местные, австралийские специалисты. Строительство театра затянулось и было окончено только к 1974 году.
Хотя Утцон мало строил в последующие годы, за свой проект Сиднейского театра он получил множество наград и премий (в том числе Притцкеровскую премию за 2003 год), а в 2007 году стал вторым архитектором, чей проект был прижизненно объявлен памятником Всемирного наследия.
Помимо Сиднейского оперного театра Утцоном был осуществлён ещё ряд построек, преимущественно в Дании. Среди его зарубежных работ — здание Национальной Ассамблеи Кувейта. Кроме того, в 2006 г. с участием королевы Елизаветы II была открыта пристроенная к зданию театра западная колоннада, спроектированная Утцоном в поздние годы без выезда в Австралию; архитектора представлял на церемонии его сын. Примечательно, что сын Йорна Утцона — Ян Утцон пошёл по стопам отца. В 80-х годах их творческий тандем построил здание парламента в Кувейте. Йорн Утцон умер во сне утром 29 ноября 2008 года, так и не побывав в Австралии и не увидев завершённого оперного театра.
В 2008 году был опубликован обновленный рейтинг «новых семи чудес света» и первое заслуженное место в нём занял Сиднейский оперный театр.
Почётный компаньон ордена Австралии (2003).

## Некоторые работы
- Водонапорная башня Сванеке (1952)
- Собственный дом в г. Хелебск (1952)
- Жилой дом в Хольте (1953)
- Рабочая школа в Хойструпе (1959)
- Жилой дом во Фредериксберге (1959)
- Национальная ассамблея Кувейта
- Сиднейский оперный театр (1973)